# Hypocalymma elongatum
Hypocalymma elongatum är en myrtenväxtart som först beskrevs av P.Arne K. Strid och Gregory John Keighery, och fick sitt nu gällande namn av Barbara Lynette Rye. Hypocalymma elongatum ingår i släktet Hypocalymma och familjen myrtenväxter. Inga underarter finns listade i Catalogue of Life.